# Universität Warschau

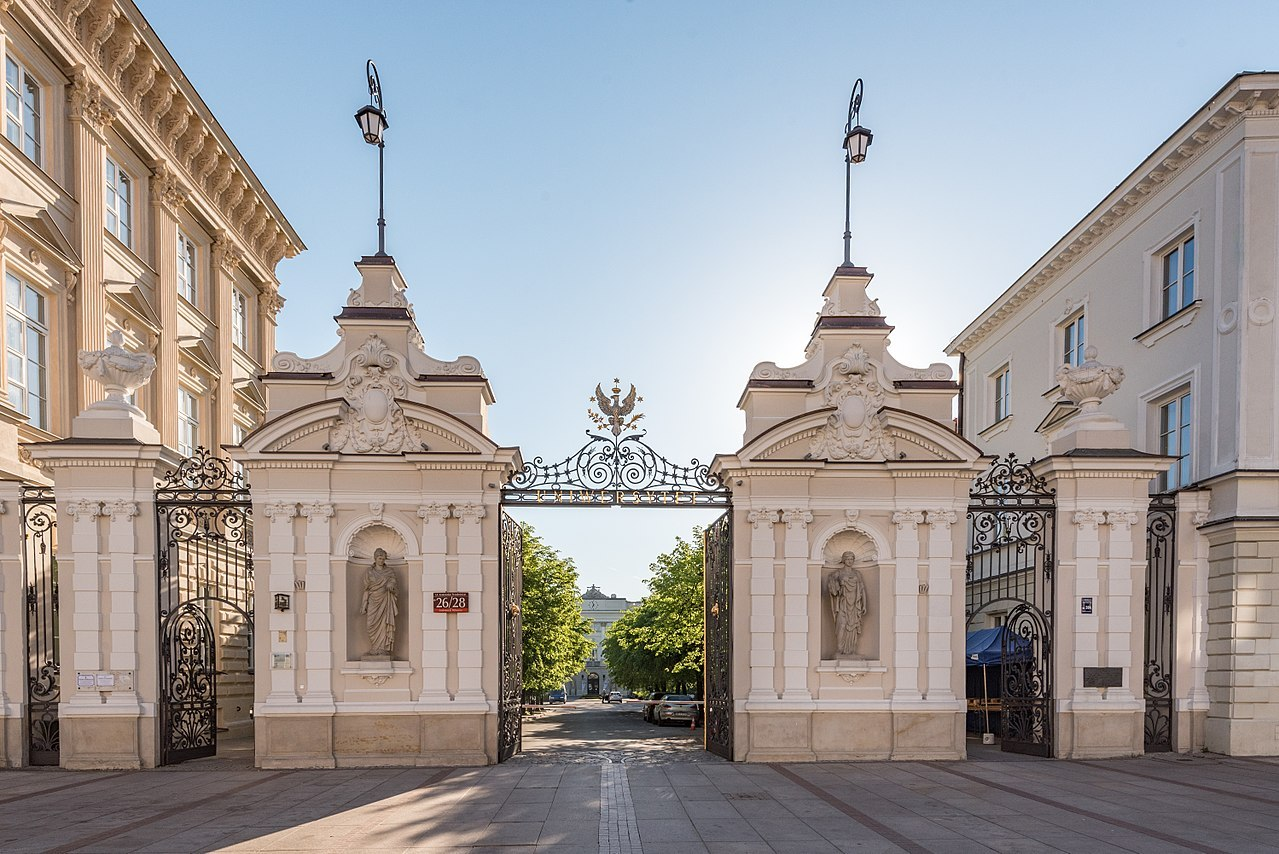
Haupteingang der Universität an der Krakauer Vorstadt

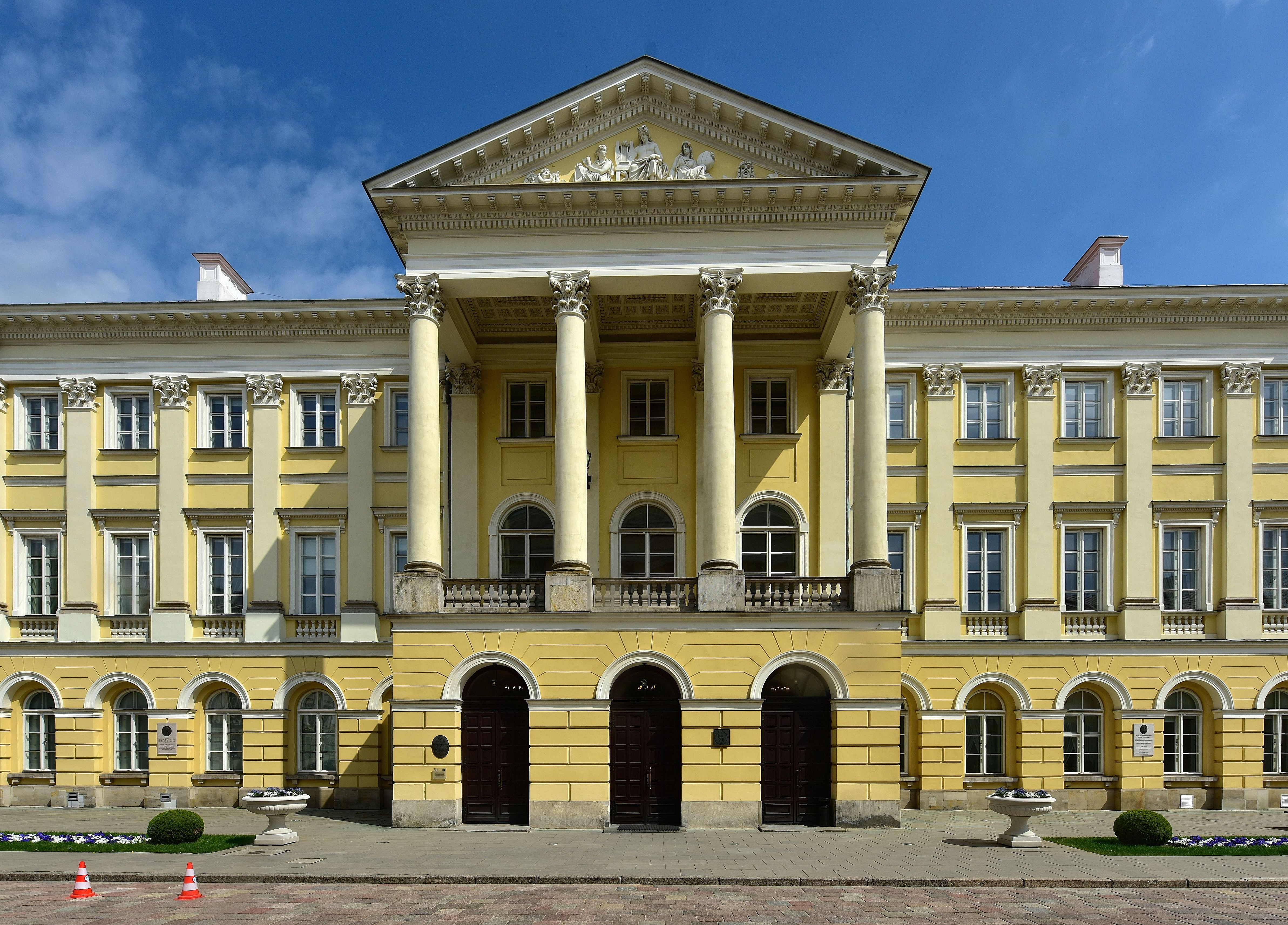
Der Kazimierz-Palast der Universität ist Teil des Warschauer Königsweges.

Die Universität Warschau (polnisch Uniwersytet Warszawski, lateinisch Universitas Varsoviensis) ist eine staatliche Universität in der polnischen Hauptstadt Warschau und mit knapp 50.000 Studenten die größte Hochschule in Polen.

## Geschichte
Am 19. November 1816 gründete der russische Zar und polnische König Alexander Romanow auf Initiative von Stanisław Kostka Potocki und Stanisław Staszic die Universität als Königliche Warschauer Universität mit Fakultäten für Recht und Verwaltung, Medizin, Philosophie, Theologie sowie Musik (letztere war 1826 bis 1829 Studienort für Fryderyk Chopin). Vorausgegangen war die Zusammenlegung der Warschauer Rechtsschule mit der Warschauer Medizinschule. Die Universitätsgebäude wurden auf dem Gelände der früheren Ritterakademie und dem Schlossplatz des Kazimierz-Palastes errichtet.
1831 wurde die Universität nach dem Scheitern des Novemberaufstandes geschlossen, 1857 unter dem Namen Medizinisch-Chirurgische Akademie teilweise wiedereröffnet. 1862 wurden schließlich neue Fakultäten für Recht und Verwaltung, Philosophie und Geschichte sowie Mathematik und Physik eröffnet. Nach der Erweiterung um jene Fakultäten erhielt die Akademie den Namen Szkoła Główna (dt. Hauptschule), Rektor der Hochschule wurde Józef Mianowski. 1863 wurde die Hochschule erneut geschlossen, nachdem der Januaraufstand gescheitert war. Die Wiedereröffnung der Hochschule erfolgte 1870 als Kaiserliche Universität Warschau mit Russisch als Unterrichtssprache.
1915 erfolgte während des Ersten Weltkrieges die erneute Wiedergründung unter deutscher Militärverwaltung und Leitung von Gouverneur Hans von Beseler als Universität Warschau mit Polnisch als Unterrichtssprache. 1935 bis 1939 trug die Hochschule den Namen Józef-Piłsudski-Universität Warschau (poln. Uniwersytet Józefa Piłsudskiego w Warszawie) im Gedenken an den polnischen Marschall Józef Piłsudski. 1939 bis 1944, während der deutschen Besetzung Polens im Zweiten Weltkrieg, nannte sich die nun im polnischen Untergrundstaat agierende Hochschule Geheime Universität Warschau (poln. Tajny Uniwersytet Warszawski).
1945 erhielt die Hochschule ihren heutigen Namen Universität Warschau (poln. Uniwersytet Warszawski, wörtl. Warschauer Universität) zurück. 1968 kam es an der Universität zu Studentenprotesten, auf die im ganzen Land die Märzunruhen folgten. 1980 bis 1989 waren Studentenbewegungen an der Universität ein wesentlicher Faktor der politischen Veränderungen im Polen der Vorwendezeit.

## Campus
Die Universität Warschau ist eine klassische Campusuniversität und erstreckt sich über mehrere Stadtblöcke entlang des Warschauer Königsweges. Hauptgebäude ist der barocke Kazimierz-Palast, in dem sich das Rektorat der Universität befindet. Auf dem gesamten Universitätsgelände stehen mehrere klassizistische Baudenkmäler.
Das Gebäude des Instituts für Polonistik südlich des Kazimierz-Palastes wurde im klassizistischen Stil 1820 errichtet, 1862 von Antoni Sulimowski im Stil der Neorenaissance umgebaut und nach den Zerstörungen des Zweiten Weltkrieges 1952 wiederaufgebaut. Hier befanden sich Auditorien, chemische Laboratorien und ein Mineralogiekabinett. Seit dem 21. Jahrhundert gibt es auch eine Universitätsmensa. Das Informationszentrum ist spiegelbildlich zum Polonistikgebäude angelegt und wurde bereits 1860 von Sulimowski umgebaut. In ihm befinden sich Laboratorien und zwei Gymnasien.
Das Gebäude des Historischen Instituts und dessen Spiegelbild entstanden 1818 bis 1820 nach Plänen von Michał Kado im Stil des strengen Klassizismus. Im Inneren befindet sich ein Säulensaal mit Gipskopien bekannter Plastiken. Lange Zeit beherbergte dieses Bauwerk das Universitätsmuseum sowie das Malerei- und Bildhauereiinstitut. Das Gebäude der Zentralschule wurde 1840 und 1841 von Antonio Corazzi für das Realgymnasium errichtet und später als Sitz des Prorektors genutzt. 1860 umgebaut, befanden sich hier Auditorien, der akademische Sitzungssaal, Büros und die Professorenbibliothek.
Das Auditorium maximum geht auf Entwürfe von Franciszek Eychorn zurück und ist im Stil des Neoklassizismus gehalten. Nach der Zerstörung im Zweiten Weltkrieg wurde es von 1951 bis 1955 von Wojciech Onitzch, Marian Sulikowski und Andrzej Uniejewski im ursprünglichen Stil wiederaufgebaut.
Das Sankt-Roch-Krankenhaus wurde 1707 von dem Priester der Heilig-Kreuz-Kirche Bartłomiej Terle für die Bruderschaft des St. Roch bei der Heilig-Kreuz-Kirche errichtet. 1749 wurde das Spital von Jakub Fontana erweitert, der den Innenhof umbaute und die Kapelle errichtete. Später wurde der Komplex im Stil der Neorenaissance umgebaut. Von der deutschen Wehrmacht im Zweiten Weltkrieg zerstört, wurde es von 1947 bis 1949 rekonstruiert.
Das Haus der Tekla Rapacka wurde vor 1850 gebaut. Das gusseiserne Tor mit dem Wappen der Universität, das dem Wappen Kongresspolens nachgebildet ist, wurde 1910 von Stefan Szyller entworfen. Das Tor ist gleichzeitig der Haupteingang auf den Universitätscampus.

### Alte Universitätsbibliothek
Das Gebäude der alten Universitätsbibliothek wurde Ende des 19. Jahrhunderts von Antoni Jabłoński-Jasieńczyk und Stefan Szyller auf dem Schlossplatz des Kazimierz-Palastes im Stil der Neorenaissance errichtet. Hipolit Marczewski schuf die Skulpturengruppe auf dem Gebäude. 1894 zog hier die sich seit 1817 im Kazimierz-Palast befindende Bibliothek ein. Bereits 1831 nach dem Novemberaufstand wurde die Bibliothek von den russischen Soldaten geplündert und zirka 90.000 Werke nach Sankt Petersburg gebracht. Bei der Evakuierung Warschaus durch die russische Armee 1915 nahm diese einen großen Teil des Inventars, des Archivs und des Bücherbestandes mit.
1939 plünderte die deutsche Wehrmacht das Zeichnungskabinett und verbrannte 1944 rund 4.000 Handschriften aus acht Jahrhunderten. Während der deutschen Besatzung nahm die Bibliothek am verbotenen „fliegenden“ Untergrunduniversitätsbetrieb teil.

### Neue Universitätsbibliothek
1999 zog die Bibliothek in das moderne Gebäude der Neuen Universitätsbibliothek im Stadtteil Powiśle um, die wieder über mehr als vier Millionen Bände verfügt. Das alte Universitätsgebäude wurde bis 2006 restauriert. Auf dem Dach des neuen Gebäudes befindet sich eine parkähnliche Anlage mit Gärten und Baumgruppen sowie Panoramaausblick auf die Warschauer Innenstadt.

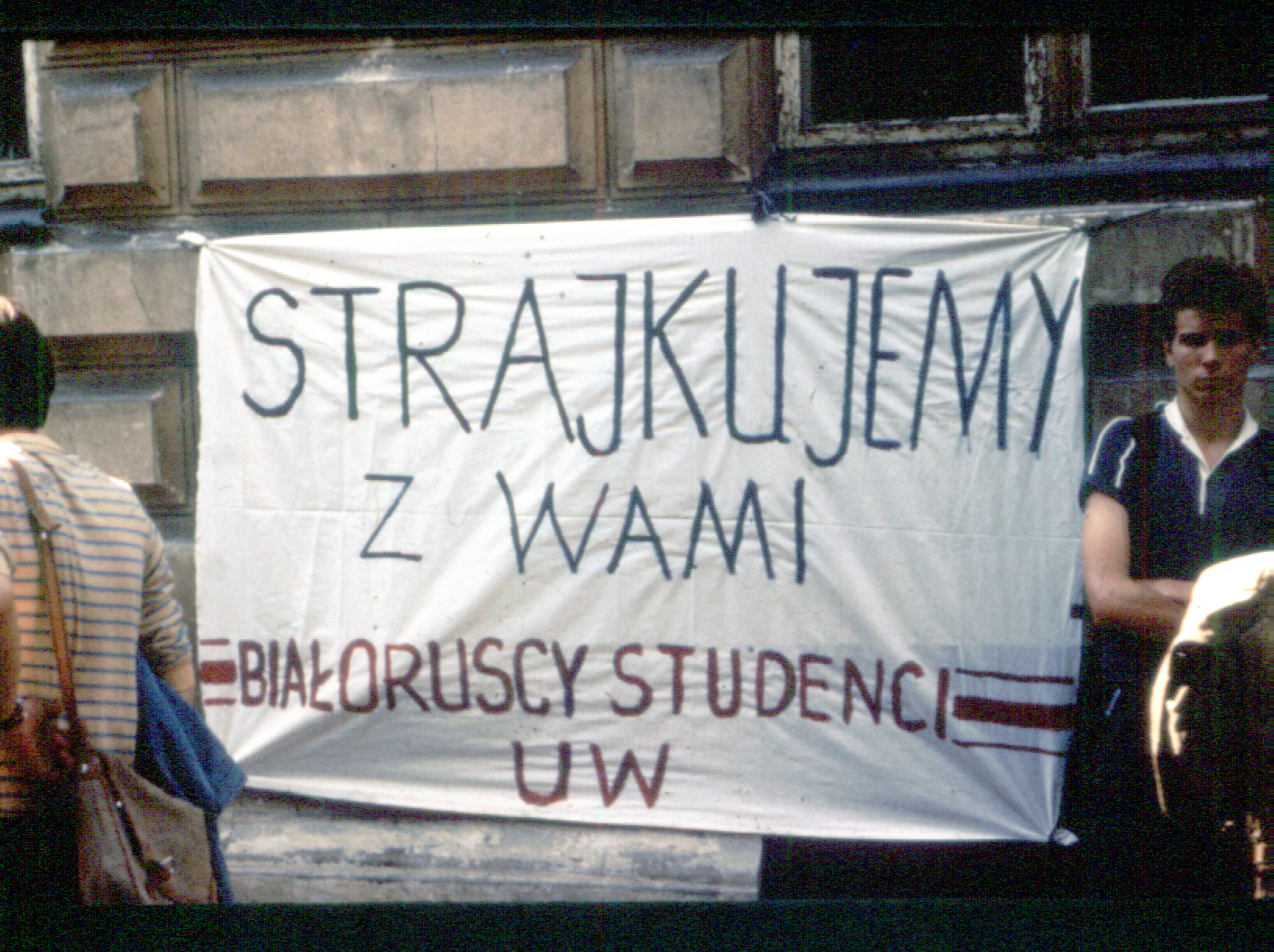
Studentenstreiks 1988
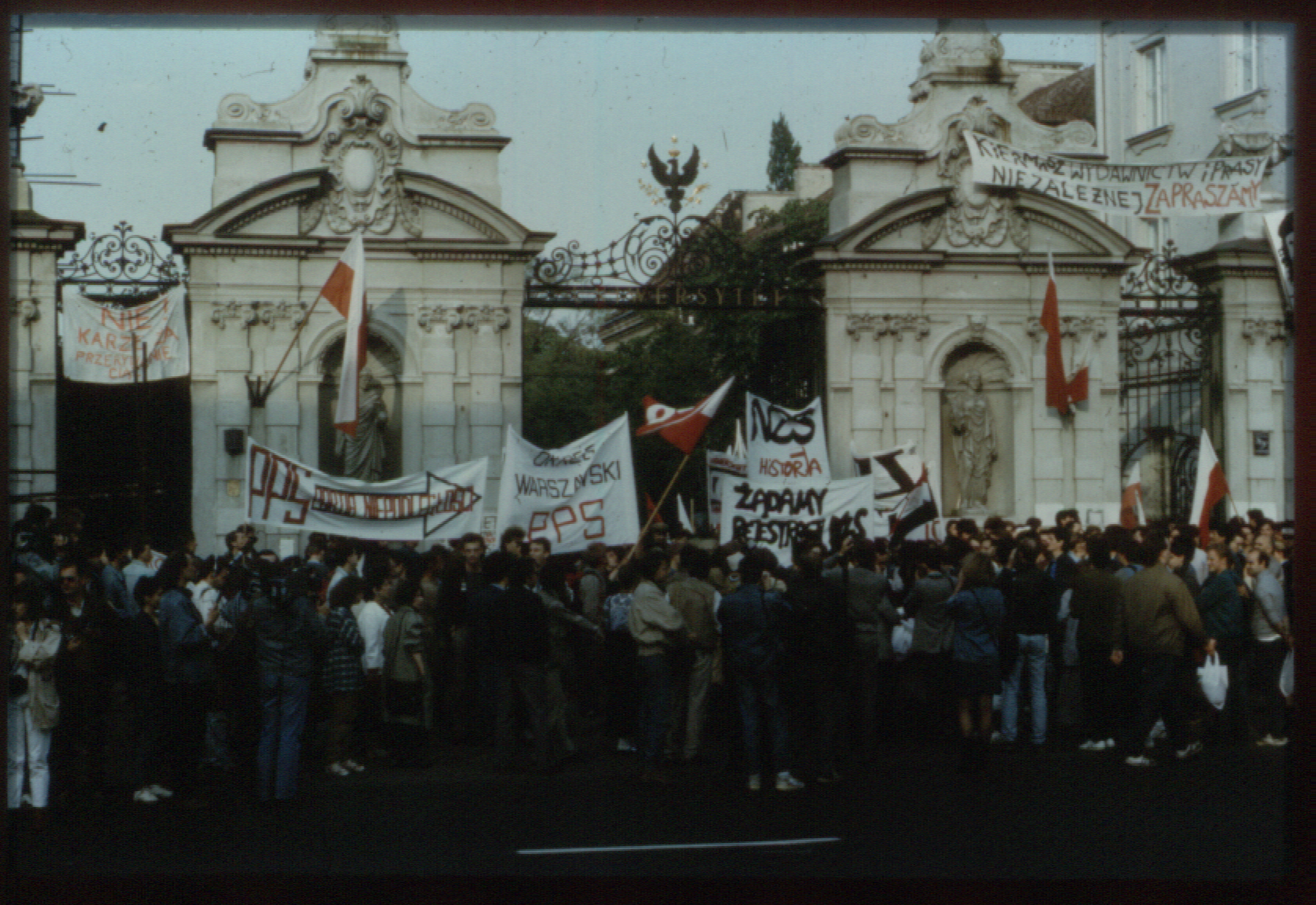

## Fakultäten

### Gliederung
Im 21. Jahrhundert umfasst die Universität insgesamt folgende 20 Fakultäten:
| - Angewandte Linguistik und Slawistik - Angewandte Sozialwissenschaften - Biologie - Chemie - Erziehungswissenschaften - Geographie - Geologie | - Geschichte - Journalismus und Politikwissenschaft - Management - Mathematik, Informatik und Maschinenbau - Neuphilologie | - Orientalistik - Philosophie - Soziologie - Physik - Polonistik - Psychologie - Rechts- und Verwaltungswissenschaften - Wirtschaftswissenschaften |

Unter den weiteren Einrichtungen sind vor allem das Zentrum für archäologische Forschung (NOVAE), das Zentrum für Umweltstudien, das Zentrum für Europafragen, das Zentrum für Interdisziplinäre Studien der Humanwissenschaften, das Zentrum für Fremdsprachenstudien, das Zentrum für Offene und Multimediaausbildung sowie das Zentrum für Klassische Tradition in Polen und Ostmitteleuropa zu nennen.
Das Schwerionen-Laboratorium der Universität Warschau (ŚLCJ) betreibt den einzigen K=160 Schwerionen-Zyklotron in Polen.
Zu den Einrichtungen gehören das Fremdsprachenzentrum für Lehrer und Europäische Studien mit Abteilungen für Englisch‚ Französisch und Deutsch, das Institut für Amerikanistik sowie zwei interdisziplinäre Zentren für Verhaltensgenetik und Mathematik- und Computersimulation.

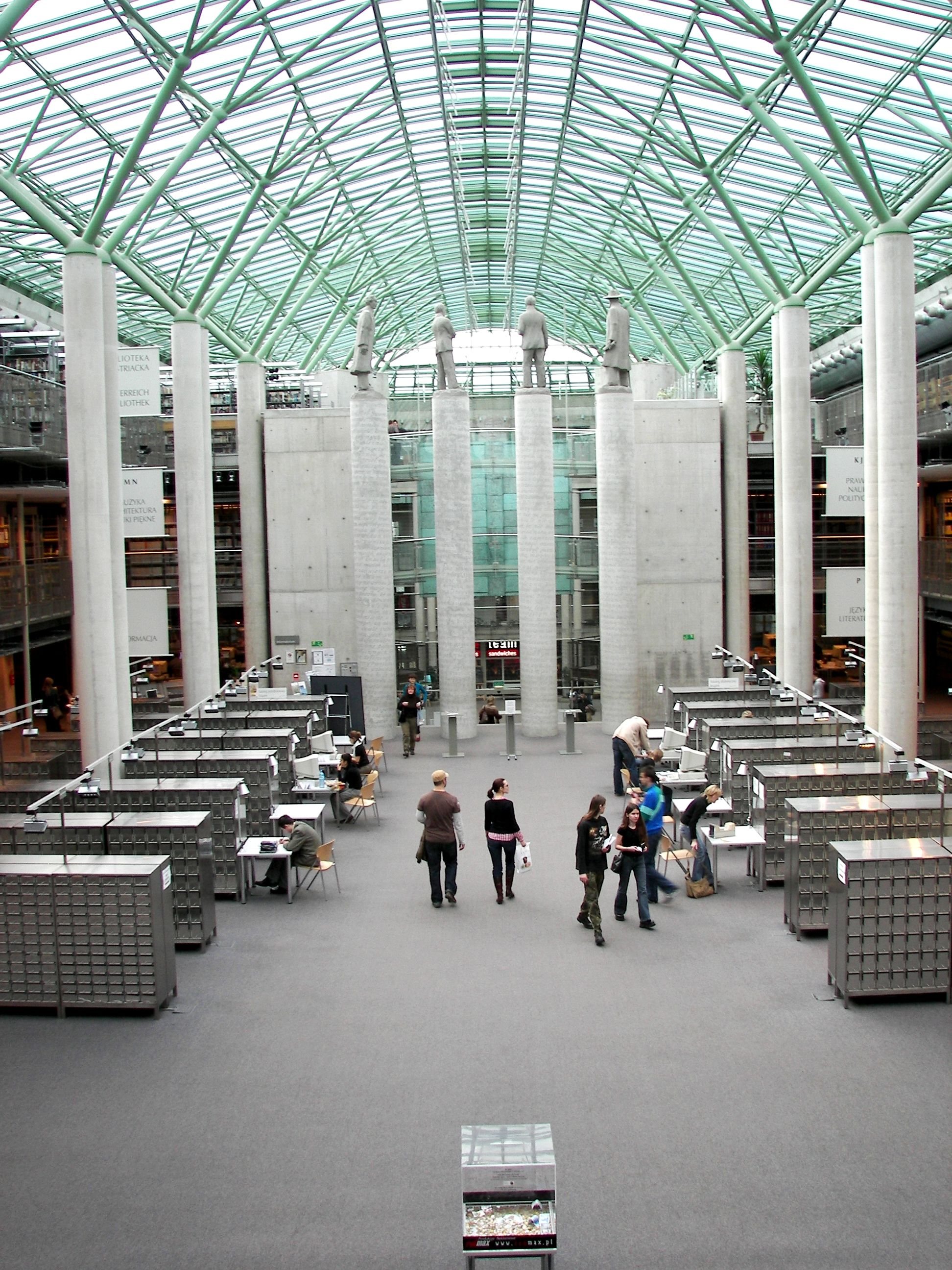
Innenansicht der Universitätsbibliothek Warschau
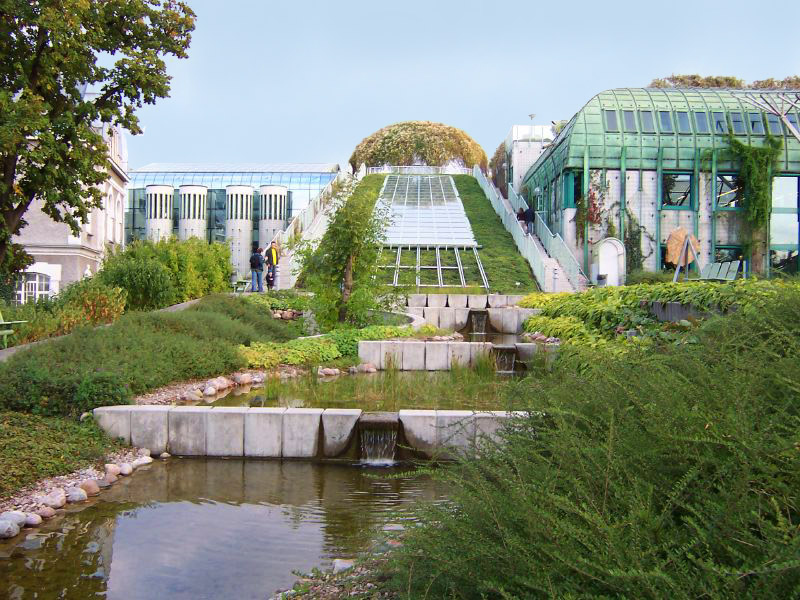
Garten der Universitätsbibliothek Warschau
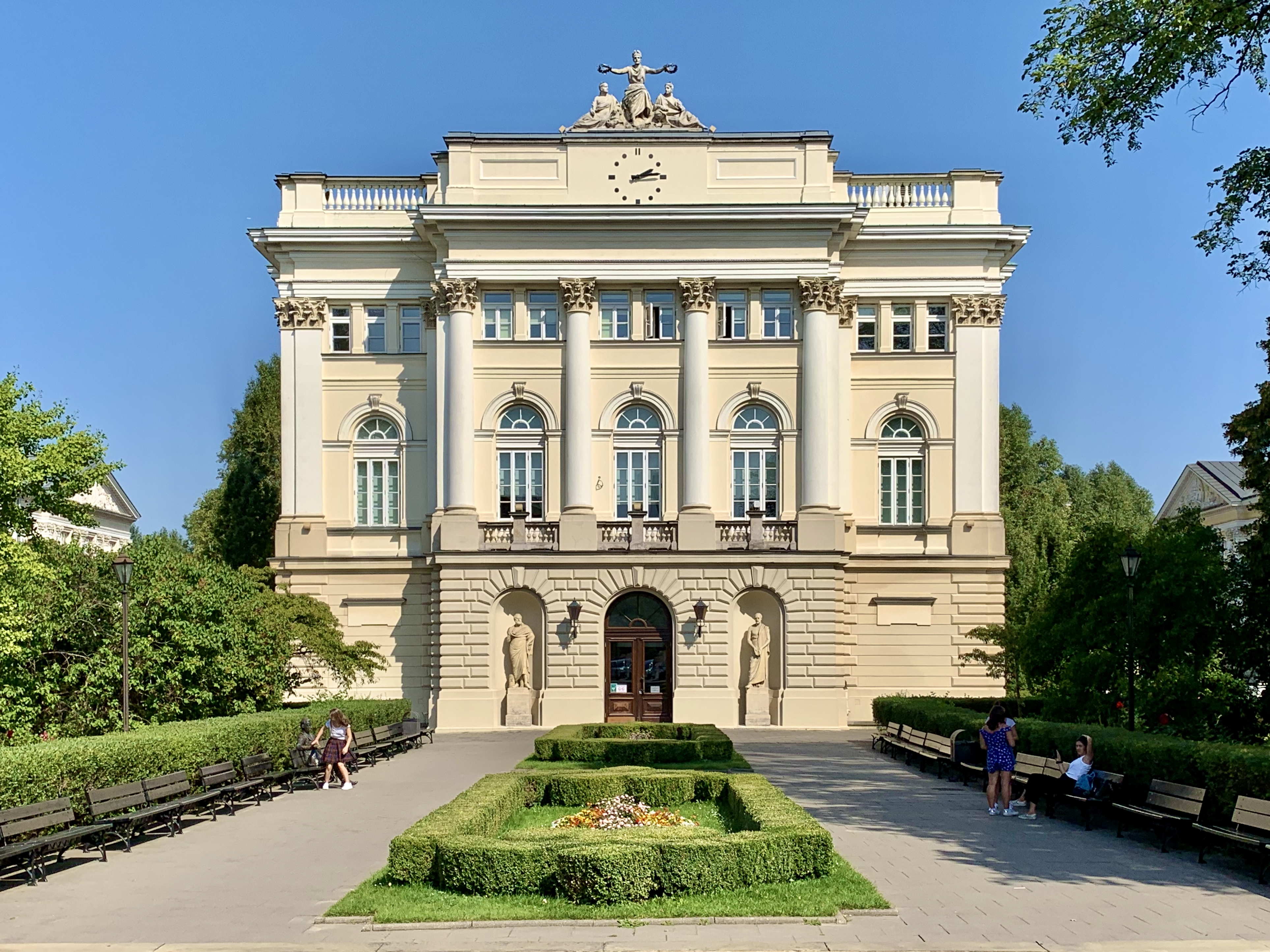
Alte Bibliothek
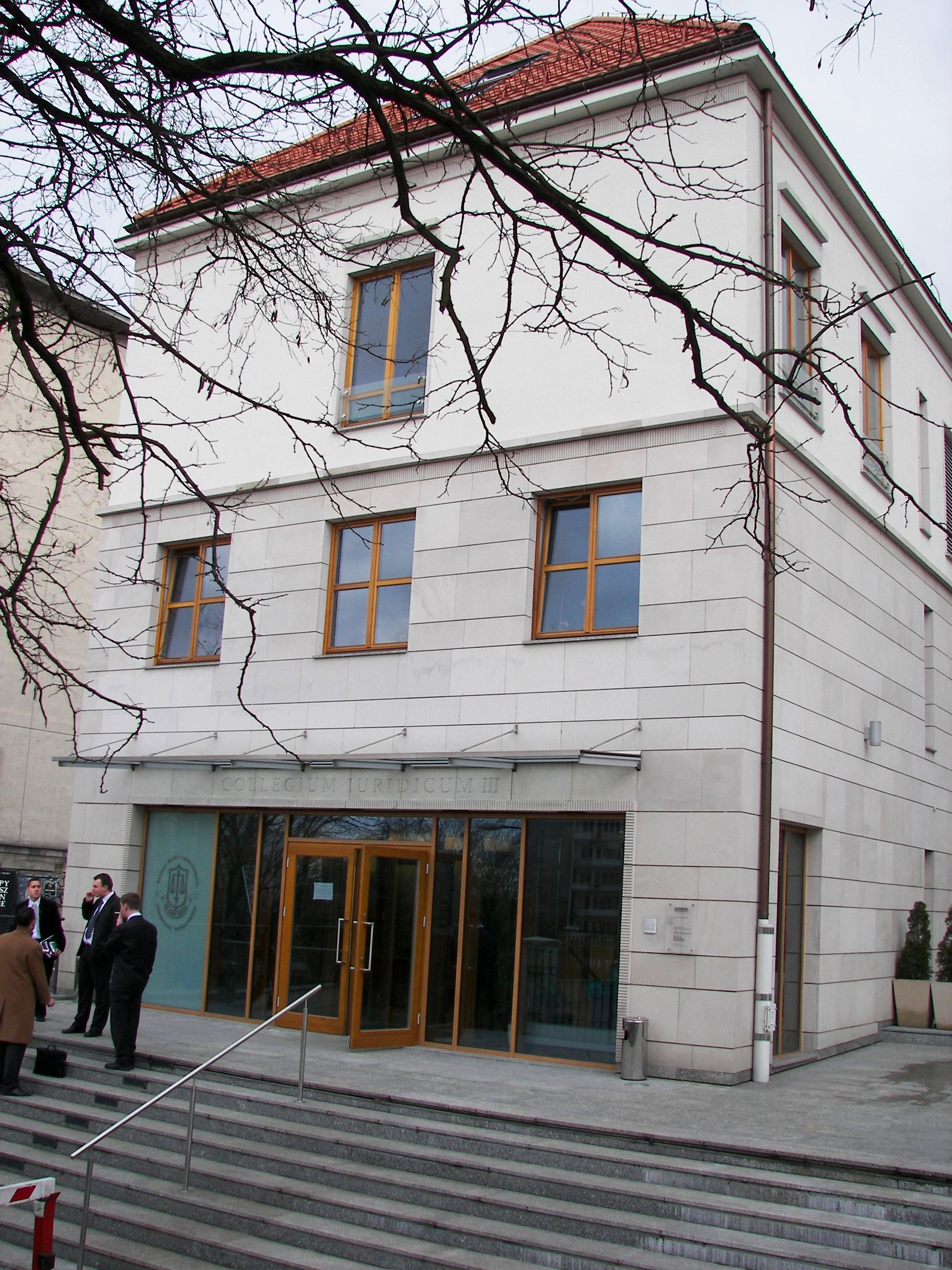
Collegium Juridicum III

## Persönlichkeiten
- Izydora Dąmbska (1904–1983), Philosophin, Übersetzerin und Hochschullehrerin
- Jakob Friedrich Hoffmann (1758–1830), Arzt, Apotheker und Botaniker
- Ignacy Maurycy Judt (1875–1923), Radiologe und Ethnologe
- Alodia Kawecka-Gryczowa (1903–1990), Historikerin und Bibliothekarin
- Stanisław Lorentz (1899–1991), Museologe (Student, später Professor)
- Władysław Witwicki (1878–1948), Psychologe, Philosoph, Übersetzer, Historiker der Philosophie und Kunst und Künstler (Professor 1919–1948)
- Anaïs Marin (* 1977), Politologin, Osteuropaexpertin, UN-Sonderberichterstatterin für Belarus
- Olena Kurylo (1890–?), Autorin, Sprachwissenschaftlerin und Lehrerin
- Natalja Liwyzka-Cholodna (1902–2005), Schriftstellerin und Übersetzerin